# Morad Mohammadí
Sajíd Morad Mohamedí Pahnikalájí (persky سید مراد محمدی پهنه کلایی‎‎‎) nebo (anglicky Morad Mohammadi), (* 9. dubna 1980 v Sárí, Írán) je íránský zápasník volnostylař, olympijský medailista z roku 2008.

## Sportovní kariéra
S volným stylem začínal v 11 letech v rodném Sárí. Do íránské seniorské reprezentace se poprvé podíval v roce 2002. V roce 2004 se do nominace na olympijské hry v Athénách nevešel na úkor Masúda Mostafy Džokara. V roce 2006 získal titul mistra světa v pérové váze. V roce 2008 si vybojoval účast na olympijské hry v Pekingu a po přívětivém losu bral bronzovou olympijskou medaili, když porazil Zelimchana Husejnova reprezentujícího Ázerbájdžán. V roce 2012 se do olympijské nominace na olympijské hry v Londýně nevešel.

## Výsledky
| Turnaj            | 2003        | 2004        | 2005        | 2006        | 2007        | 2008        | 2009        | 2010        |
| Turnaj            | 23          | 24          | 25          | 26          | 27          | 28          | 29          | 30          |
| Turnaj            | pérová váha | pérová váha | pérová váha | pérová váha | pérová váha | pérová váha | pérová váha | pérová váha |
| ----------------- | ----------- | ----------- | ----------- | ----------- | ----------- | ----------- | ----------- | ----------- |
| Olympijské hry    |             | —           |             |             |             | 3.          |             |             |
| Mistrovství světa | —           |             | 3.          | 1.          | 14.         |             | 5.          | 3.          |
| Asijské hry       |             |             |             | 1.          |             |             |             | —           |
| Mistrovství Asie  | 1.          | —           | —           | —           | —           | 3.          | —           | —           |